# Platyoides pusillus
Espèce
Synonymes
- Platyoides pusilliformis Tucker, 1923

Platyoides pusillus est une espèce d'araignées aranéomorphes de la famille des Trochanteriidae.

## Distribution
Cette espèce se rencontre en Afrique du Sud, au Lesotho, au Zimbabwe et en Tanzanie.

## Description
La femelle holotype mesure 7 mm.
Le mâle décrit par Platnick en 1985 mesure 4,79 mm et la femelle 6,91 mm.

## Systématique et taxinomie
Cette espèce a été décrite par Pocock en 1898.
Platyoides pusilliformis a été placée en synonymie par Platnick en 1985

## Publication originale
- Pocock, 1898 : « The Arachnida from the province of Natal, South Africa, contained in the collection of the British Museum. » Annals and Magazine of Natural History, sér. 7, vol. 2, p. 197-226 [page 220] (texte intégral).